# Darwin Brewery Ltd
Darwin Brewery Ltd, bryggeri i Sunderland, Storbritannien. Bryggeriet producerar real ale och invigdes 1994.

## Exempel på varumärken
- Flagship Bitter
- Evolution Ale
- Saints Sinner